# Det Gamle Trykkeri (Nakskov)
Det Gamle Trykkeri er et teknisk museum i Nakskov på det vestligste Lolland. Det blev etableret i 1995 af typografer fra avisen Ny Dag. Museet åbnede den 1. maj 1997. Museet udstiller sættemaskiner, trykmaskiner, mørkekammer, kameraudstyr og andre genstande forbundet med trykkeribranchen. Stedet fungerer desuden som et arbejdende værksted, der trykker diverse publikationer, f.eks. lokalhistoriske bøger og småtryk, på de gamle, men stadig fungerende maskiner.
Trykkeriet ligger i Historiens Hus i Jernbanegade 8. Bygningen huser i dag Nakskovs lokalarkiv, men blev oprindeligt brugt fra 1905 til 1930 som Nakskovs posthus. I 1930 flyttede posthuset til et nyopført postkontor ved banegården, og i stedet blev lokalerne overtaget af Lolland-Falsters Social-Demokrat (fra 1950 Ny Dag). Avisen havde redaktion i lokalerne indtil 1981, hvor den flyttede til et nyt bladhus på Højevej. Bygningen er siden overtaget af det lokalhistoriske arkiv under navnet Historiens Hus. Historiens Hus arrangerer løbende udstillinger og andre arrangementer om Nakskovs historie.